# Centro Científico Tecnológico Mar del Plata
El Centro Científico Tecnológico Mar del Plata (CCT Mar del Plata) es un centro de investigación y desarrollo de CONICET que agrupa a diferentes institutos de la ciudad de Mar del Plata. Fue creado en abril del 2009 por la resolución Nro. 570 de CONICET.

## Unidades ejecutoras
Está conformado por las siguientes Unidades Ejecutoras:
- Instituto de Investigaciones Científicas y Tecnológicas en Electrónica (ICYTE)
- Instituto de Investigaciones Físicas de Mar del Plata (IFIMAR)
- Instituto de Investigaciones Biológicas (IIB)
- Instituto de Investigaciones Marinas y Costeras (IIMYC)
- Instituto de Investigaciones en Biodiversidad y Biotecnología (INBIOTEC)
- Instituto de Humanidades y Ciencias Sociales (INHUS)
- Instituto de Investigación en Ciencia y Tecnología de Materiales (INTEMA)
- Instituto de Psicología Básica, Aplicada y Tecnología (IPSIBAT)

Por fuera de los institutos se desempeña el 30% del personal científico de CONICET Mar del Plata.